# Az Unicum úszó emberes plakátja

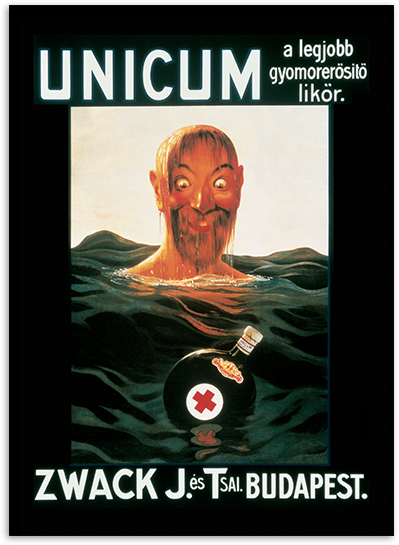
A plakát

Az 1900-as évek első felében a reklámokra már jellemző a szellemesség, és a plakátok egyre inkább igyekeztek a lényeget, a legfontosabb információt megjeleníteni. Ekkor alakult ki az a sajátos plakáttípus, mely egy-egy groteszk figurát társított a termékéhez. Nagyon hamar népszerűvé váltak, és a hirdetett termékhez szorosan kötődve hatásosan töltötték be a márkajel funkcióját. Szinte valóságos élő alakként rögzültek az emberek képzeletében, személyes ismerősökként köszöntek vissza a hirdetőoszlopról.
Ilyen a Zwack Unicum „vizes ember” plakátja is, mely feltehetően 1905–1909 között készült. 1909 áprilisától kezdve már lehet olyan újságfotókat találni, amelyeken jól látszik a hirdetőoszlopokon megjelent falragasz.
A plakáton nincs szignatúra, ezért szerzőjét sem tudhatjuk biztosan. A legfrissebb forrás szerint egy kevéssé ismert grafikus – Pachl Viktor (1883–1977) – egy állítólagos 1905-1909 között zajló országos pályázat nyerteseként kapott megbízást a plakát megtervezésére. A híres-neves plakát modellje pedig feltételezhetően egy 1905-ben megrendezett budapesti grimaszvágó verseny győztese volt.
A kép egy szakállas hajótöröttet ábrázol, aki a tengeren hánykolódva igencsak megörül a vízben úszó szeszesitalnak. Egy megviselt arc, kerek, elragadtatott szemek, egy üveg Unicum. Mindez egy egyszerű, dinamikus forma, jól szerkesztett kompozíció. Vagyis jelen plakát esetében már nem a gyár (mint az az előző korokban megszokott volt), hanem egy konkrét termék népszerűsítése volt a cél. Mindez előremutat a szűkszavú, koncentrált, tárgyilagos megfogalmazás felé.
A hajótörött arcán a felismerés öröme túlkarikírozott, ami a túlzást hozza be a reklámba. A feltűnéskeltés lett a fő cél. A feltűnéskeltés eszköze pedig a szecesszió szépségével szemben a „szörnyeteg” lett. Először fordult elő a történelemben, hogy az eladni kívánt termékek rajzát nem az ízlés és kellem határozza meg, hanem ezen kifejezőeszközök ellentéte.
Zwack Béla így írt róla: „A Wassermann plakátunk annak idején általános feltűnést keltett, úgy vélem, hatásos reklámgondolat volt. A közvetítő kereskedelem szívesen alkalmazta kirakataiban, és mégis egy kicsinyke város szatócsa visszaküldte, mondván, hogy valami ’csinosabb képet’ küldjünk, mert a ’másállapotos’ asszonyok félnek, hogy talán ’elnézik magukat’. A reklám azonban mégis megtette a maga hatását, elvégezte munkáját. Az egész városban beszéltek róla.”

## A plakát elemzése
A plakát ugyan képelemeinek számát tekintve, már messze jár a korban megelőző szecessziós ábrázolástól, de vonalvezetésben nem szakadt el tőle, ugyanis például a hullámok megrajzolása még egyértelműen mutat az Art Nouveau stílusjegyeire. A keretes hatás jól érvényesül, aminek következtében például a sötét majdnem feketének tűnő víz zöld reflexei, sokkal inkább élnek. Ez a zöld szín képzettársítást hoz a termék üvegének színével is. A vízből kiemelkedő arc színei pedig konzekvens módon jelennek meg a hullámok reflexfényei között és tekintetünket a termékre vezetik.
Nagy kontraszthatás vált ki a fekete keret mellett alkalmazott nagy fehér felület, amelynek alkalmazása kiküszöbölte egy esetlegesen zavaró háttér ábrázolásának problematikáját. Ennek következtében minimálisra csökkent a képalkotó elemek száma.
A kép szigorúan szimmetrikus elrendezésű. Nem érvényesülnek sem az átlós, sem az aranymetszéses, sem pedig egyéb más képkompozíciós alapelvek. A szimmetriát egyedül az üveg nyakának ferde állása töri meg. Továbbá megemlíthetjük még azt is, hogy ez az ábrázolás témájában másképp dolgozza fel a megmentés azon szituációját, amit a rumot hozó bernáthegyi kutyában széleskörűen ismerünk. Viszont ebben az esetben a plakáton további információként szerepel a „gyomorerősítő” felirat, amely mintegy biztosítékként szolgál arra, hogy valójában hogyan szolgálhat egy üveg szeszesital mentőövként a fogyasztó számára.

## Böcklin láz

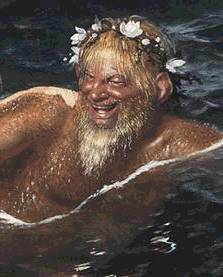
Arnold Böcklin: A hullámok játékában (részlet)

Feltételezhetően a híres magyar falragasz eredetinek tűnő ötlete korántsem egyéni találékonyság. Forrása a svájci festő Arnold Böcklin: A hullámok játékában (1883) című festménye illetve annak a többszöri áttétellel és különböző médiumokban létrejött leképzése lehetett. A pajzán tengeri kép bal felső sarkában egy pocakos vízi kentaur két sellő után veti magát, az előtérben lévő társa pedig épp egy fiatal hableányt igyekszik elcsábítani. A festmény a maga megcsúfított mitológiájával derűt és erotikát sugároz, így nem csoda, hogy a XIX. század utolsó évtizedeiben a festő nagy népszerűségre tett szert művével. Valóságos Böcklin-lázról beszéltek abban az időszakban.
Böcklin képzeletbeli alakokkal benépesített vásznai közt ez a kép volt a legfelkapottabb, 1885-ös magyarországi bemutatása alkalmával Trefort Ágoston aranyéremmel tüntette ki. Reprodukciója korabeli német élclapokban terjedt, és különféle karikatúrák adtak napi aktualitást a festménynek (ahogy ezt láthatjuk az Unicum „vizes emberénél” is). A berlini Lustige Blätter egyik 1907-es számában jelent meg az az élcrajz, amely Böcklin iszákos kentaurját figurázza ki és amelyet utazásai során, feltételezhetően Pachl Viktor is láthatott. A kitárt karú, állati bambaságot sugárzó alak dülledt szemmel és széles vigyorral pillantja meg a habokban úszó pezsgősüveget. A hirdetés – amelyhez rövid versike is társult – azon a pótcselekvésen ironizál, amelynek tárgya az elérhetetlen sellő helyett az elnyert ital.
A furcsa metamorfózis-lánc tehát körbe ért: a festmény először karikatúrává változott, majd a karikatúrából plakát lett, ami később szintén élcrajzzá alakult át.

## A „vizes ember” utóélete
A legalább 100 éve keletkezett plakát napjainkig kísér minket. Nem csak a maga korszakában adott lehetőséget a különböző karikaturistáknak a napi gondok megfogalmazására, de még az ezredfordulón is segítséget nyújtott sajátos hangulatával a hatásos kifejezéshez. A plakát rajza annyira berögződött az emberek tudatába, hogy szinte visszájára fordult annak funkciója. Már „nem” a plakát reklámozza az Unicumot, hanem az ital fogyasztása juttatja eszünkbe: „emlékszel ennek volt az a plakátja”.

### A válság tritonja
Az 1909. június 13-án megjelenő Borsszem Jankó címlapján jelenik meg először Pachl Viktor híres-neves Unicum plakátjának átvitt értelmű karikatúrája. Már a kép címe utal Böcklin eredeti festményére, hisz a triton az embertörzsű és halfarkú tengeristen az ókori görög mitológiában. Ezt az egyezést kívánja a szerző megerősíteni a kép alatti felirattal is: Szabadon a Böcklin-Zwack remeke után.
A kép az 1909-es kormányválság karikatúrájaként jöhetett létre, amikor is az április 25-én lemondó koalíciós kormány, komoly űrt hagyott maga után, hisz így kényszerszünet állt be a kormány és a parlament munkájában egyaránt.

### A forint megjelenése
Szintén egy szatirikus lap, a Ludas Matyi címlapján látjuk viszont 1946. július 14-én az eredeti falragasz karikatúráját. Egy történelmünket meghatározó pillanat ábrázolását, a forint megjelenését választotta Pályi Jenő a „vizes ember” viszontláttatására.
Az elvesztett második világháború, a kifosztott államkassza és az elégtelen termelés törvényszerű következménye volt a hiperinfláció. Az árak 15 óránként duplázódtak. 1 kilogramm kenyér ára 1945 augusztusában 6 pengő, októberben 27, november elején 80 végén 135, december első felében 310, második felében 550, 1946 január első napjaiban 700, végén 7000, május elején 8 000 000, a végén 360 000 000, júniusban 5 850 000 000 pengő volt.
A pénzromlásnak mintegy véget vetve vezették be a forintot, aminek a magyar nép a maga nemében épp úgy örült, mint a hajótörött a himbálódzó italpalacknak. Mivel ekkora a pengő és a forint átváltási aránya már megdöbbentő méreteket öltött: 40 000 kvadrillió pengőért (4×1029) lehetett egy darab új egyforintos érmét kapni. (Bővebben l.: hiperinfláció.)
A képen Nagy Ferenc, Magyarország akkori miniszterelnökének (1946. február 4. – 1947. június 1.) karikatúrája látható.

### Kint vagyunk a vízből?
Ismét politikai ihletésű áttétellel találkozhatunk az 1989. május 11-én megjelent Tér-Kép Független Nyugat-magyarországi Hetilap címlapján. A Kint vagyunk a vízből? című alkotás a Kádár-rendszer végét illetve az azután áhított jobb korszakot kívánja megjeleníteni. A képen Grósz Károlyt láthatjuk, aki 1988-ban Kádár Jánost követte az MSZMP főtitkári székében. A cikkben is említett 1988. májusi pártértekezlet kezdeményezői arra számítottak, hogy döntéseikkel megerősítették az MSZMP irányító szerepét, és megszüntették a társadalomban kialakult feszültséget. A valóságban viszont egyre fenyegetőbb változások követték egymást. Ám az 1989 januárjában a Magyar Rádióban elhangzott Pozsgay Imre emlékezetes beszéde eltávolított minden gátat a párton belüli reformerők és a radikális ellenzék útjából. Grósz pedig nemhogy megállítani, de korlátozni sem tudta ezt a folyamatot. Durva politikai hibákat követett el, ami után az amúgy is nehezen tájékozódó párttagok között gátszakadásszerűen megindultak a kilépések. Tehát joggal mondható, hogy ez csak egy nagy lélegzetvétel volt (amit a kép is sugall), és nem a várt korszakváltó fordulat.

### Hamis a baba
A Hamis a baba című filmet 1991-ben mutatták be a mozikban. (A magyar krimi/vígjátékot Bujtor István rendezte.) Ennek az egyik jelenetéből való az a kép is, ami Kern Andrást ábrázolja. A filmbeli történet szerint Kardos doki csónakját (menekülés közben), a maffia elsüllyeszti a tenger közepén. A „megmentésére” siető Ötvös Csöpi (Bujtor István) pedig egy üveg Unicumot dob le társának egy helikopterről, ami a megmenekülést jelentő csónak megérkezéséig félig ki is ürül. Így már elmondhatjuk azt is, hogy nem csak a politikai életet megrajzoló karikaturistákat ihlette meg a „vizes ember” plakátja, hanem közel 100 évvel később egy mulattató jelenet részévé is át tudott alakulni a grafika.

### Vízbe mártott teszt
A HVG, címlapjának borítóját használta fel a Zwack plakát újbóli megjelenítésére a 2004. július 3-ai kiadású számában. A képen Persányi Miklós környezetvédelmi és vízügyi miniszter látható, aki 2003-tól egészen 2007. május 6-áig látta el ezt a posztot. A cikk a Balaton vízének minőségével illetve mennyiségével foglalkozik. A riportból kiderült, hogy a lap megjelenése előtt két évvel volt utoljára annyi víz a magyar tengerben, mint 2004 júniusában. Továbbá tájékoztatást adott arról is, hogy vízminőséget javítandó kormány-előterjesztés készült a kis-balatoni védőrendszer teljes kiépítésére. Így joggal örülhettünk a már elkezdődött természeti gyógyulásnak.

## Külső hivatkozások
- díjnyertes.hu - Kép a plakátról. dijnyertes.hu, 2011 [last update]. (Hozzáférés: 2011. szeptember 13.)[halott link]